# Émile Bouichère
Marc-Émile-Charles Bouichère (* 11. April 1861 in Djidjelli; † 4. September 1895 in Paris) war ein französischer Organist.

## Leben
Bouichère studierte ab 1877 an der École Niedermeyer Kontrapunkt und Harmonielehre bei Eugène Gigout, Orgel und Improvisation bei Clément Loret und Komposition bei Gustave Lefèvre. Seine erste Organistenstelle erhielt er 1883 an der Kirche Saint-Nicolas in Saint-Maur-des-Fossés. 1885 folgte er André Messager, dem späteren Direktor der Pariser Oper, als Organist an der Pariser Kirche Sainte-Marie des Batignolles nach.
Danach wurde er Kapellmeister an der Église de la Sainte-Trinité. Er gab hier Musikunterricht und arbeitete als Chorleiter mit dem Hauptorganisten Alexandre Guilmant und dem Organisten der Chororgel, Théodore Salomé, zusammen. Sein Nachfolger wurde 1895 Dominique-Charles Planchet.
Daneben unterrichtete er Klavier an der École Niedermeyer und am Collège de Joinville und Gesang an der von seiner Frau, der Sängerin Émilie Ambre, gegründeten École de chant. Er gab zwei Bände mit bis dahin unveröffentlichten oder wenig bekannte Orgelstücken heraus (um 1890) und komponierte einige kirchenmusikalische Werke, darunter ein Offertorium, die Motette O sacrum und ein Cantate domino. Zum 100. Geburtstag des Chemikers Eugène Chevreul wurde in Paris sein Marche triomphale aufgeführt. Die Aufführung seiner Cantate pour le 14e centenaire du baptême de la France fand 1895 in Reims statt.